# Thrypticus adauctus
Thrypticus adauctus är en tvåvingeart som beskrevs av Octave Parent 1933. Thrypticus adauctus ingår i släktet Thrypticus och familjen styltflugor.
Artens utbredningsområde är Bolivia. Inga underarter finns listade i Catalogue of Life.